# Abhar
Abhar (en persan : ابهر) est une ville d'Iran située entre Qazvin et Zandjan, dans la province de Zandjan. Sa population était estimée à 72 386 habitants en 2006.
La ville est un centre scientifique grâce à ses universités : l'Université libre de Abhar, l'université Payam Noor, Sama et d'autres centres culturels et scientifiques. Sa position géographique, sur les routes et chemin de fer reliant Téhéran à Tabriz, lui donne un rôle de ville de transit et a attiré des entreprises comme Minoo, AWC, Medisk, Parsnakh et d'autres.